# Mistrzostwa Świata we Wspinaczce Sportowej 1993
Mistrzostwa Świata we Wspinaczce Sportowej 1993 – 2. edycja mistrzostw świata we wspinaczce sportowej, która odbyła się w dniu 30 kwietnia 1993 w austriackim mieście Innsbrucku. Podczas zawodów wspinaczkowych zawodnicy i zawodniczki rywalizowali w 4 konkurencjach. Polka Renata Piszczek zdobyła brązowy medal we wspinaczce na czas (pierwszy historyczny medal zdobyty przez Polkę na mistrzostwach świata we wspinaczce sportowej).

## Konkurencje
Mężczyźni
- prowadzenie i wspinaczka na czas

Kobiety
- prowadzenie oraz wspinaczka na czas

## Uczestnicy
Zawodnicy i zawodniczki podczas zawodów wspinaczkowych w 1993 roku rywalizowali w 4 konkurencjach. Łącznie do mistrzostw świata zgłoszonych zostało 142 wspinaczy (każdy zawodnik ma prawo startować w każdej konkurencji o ile do niej został zgłoszony i zaakceptowany przez IFCS i organizatora zawodów). 
| Lp.   |           | ↓ Uczestnicy – konkurencje → |     | prowadzenie | na czas |
| ----- | --------- | ---------------------------- | --- | ----------- | ------- |
| 1.    | Mężczyźni | 73                           | 21  |             |         |
| 2.    | Kobiety   | 39                           | 9   |             |         |
| Razem | Razem     | Razem                        | 112 | 30          |         |

### Reprezentacja Polski
- Kobiety:
  - w prowadzeniu; Iwona Gronkiewicz-Marcisz zajęła 8 miejsce, a Renata Piszczek była 39,
  - we wspinaczce na czas; Renata Piszczek zajęła 3 miejsce.
- Mężczyźni:
  - w prowadzeniu; Jacek Jurkowski zajął 39, a Mateusz Kilarski był 43.
  - we wspinaczce na czas; Andrzej Marcisz zajął 5-8 m., a Mateusz Kilarski był sklasyfikowany na miejscu 9-15 .

## Medaliści
| Konkurencja   | Złoto                                  | Srebro                               | Brąz                          |
| ------------- | -------------------------------------- | ------------------------------------ | ----------------------------- |
| Mężczyźni     |                                        |                                      |                               |
| prowadzenie   | Francja · François Legrand             | Niemcy · Stefan Glowacz              | Japonia · Yuji Hirayama       |
| wspi. na czas | Rosja · Władimir Niecwietajew-Dołgalow | Ukraina · Serik Kazbekow             | Ukraina · Jewhen Krywoszejcew |
| Kobiety       |                                        |                                      |                               |
| prowadzenie   | Szwajcaria · Susi Good                 | Stany Zjednoczone · Robyn Erbesfield | Francja · Isabelle Patissier  |
| wsp. na czas  | Rosja · Olga Bibik                     | Belgia · Isabelle Dorsimond          | Polska · Renata Piszczek      |

## Wyniki

### Prowadzenie
| Mężczyźni | Mężczyźni             | Mężczyźni |
| --------- | --------------------- | --------- |
| Miejsce   | Zawodnik              | Państwo   |
| złoto     | François Legrand      | Francja   |
| srebro    | Stefan Glowacz        | Niemcy    |
| brąz      | Yuji Hirayama         | Japonia   |
| 4         | François Petit        | Francja   |
| 5         | Nicola Sartori        | Włochy    |
| 6         | Patxi Arocena         | Hiszpania |
| 7         | Christoph Bucher      | Niemcy    |
| 8         | Pawieł Samoilin       | Rosja     |
| 9         | François Lombard      | Francja   |
| 9         | Jewgienij Owczinnikow | Rosja     |

| Kobiety | Kobiety                   | Kobiety           |
| ------- | ------------------------- | ----------------- |
| Miejsce | Zawodniczka               | Państwo           |
| złoto   | Susi Good                 | Szwajcaria        |
| srebro  | Robyn Erbesfield          | Stany Zjednoczone |
| brąz    | Isabelle Patissier        | Francja           |
| 4       | Nanette Raybaud           | Francja           |
| 5       | Julija Inoziemcewa        | Rosja             |
| 6       | Jelena Owczinnikowa       | Stany Zjednoczone |
| 7       | Luisa Iovane              | Włochy            |
| 8       | Iwona Gronkiewicz-Marcisz | Polska            |
| 9       | Anna Ibanez-Tudoras       | Hiszpania         |
| 10      | Andrea Eisenhut           | Niemcy            |

### Wspinaczka na czas
| Mężczyźni | Mężczyźni                      | Mężczyźni         |
| --------- | ------------------------------ | ----------------- |
| Miejsce   | Zawodnik                       | Państwo           |
| złoto     | Władimir Niecwietajew-Dołgalow | Rosja             |
| srebro    | Serik Kazbekow                 | Ukraina           |
| brąz      | Jewhen Krywoszejcew            | Ukraina           |
| 4         | Hans Florine                   | Stany Zjednoczone |
| 5         | Andrzej Marcisz                | Polska            |
| 5         | Johan Mus                      | Belgia            |
| 5         | Kajrat Rachmietow              | Kazachstan        |
| 5         | Christian Schlesener           | Niemcy            |
| 9         | Gregor Jaeger                  | Niemcy            |
| 9         | Mateusz Kilarski               | Polska            |
| 9         | Rudolf Mihal                   | Słowacja          |
| 9         | Aleksandr Minajew              | Rosja             |
| 9         | Witalij Skorik                 | Ukraina           |
| 9         | Oleg Czereczniew               | Rosja             |
| 9         | Andrij Wedenmiejer             | Ukraina           |

| Kobiety | Kobiety                | Kobiety |
| ------- | ---------------------- | ------- |
| Miejsce | Zawodniczka            | Państwo |
| złoto   | Olga Bibik             | Rosja   |
| srebro  | Isabelle Dorsimond     | Belgia  |
| brąz    | Renata Piszczek        | Polska  |
| 4       | Julija Inoziemcewa     | Rosja   |
| 5       | Mihaela Craciun-Pantis | Rumunia |
| 5       | Marharyta Panfyorowa   | Ukraina |
| 5       | Natalija Perłowa       | Ukraina |
| 5       | Susan Winkler          | Niemcy  |
| 9       | Eriko Mogi             | Japonia |

## Klasyfikacja medalowa
* Organizator zawodów został zaznaczony tym kolorem,  Polskę  oznaczono tekstem pogrubionym.
|                   |                   |                   |                   |   |   |   |    |   |   |   |   |   |   |
| 1                 | Rosja             | 2                 | 0                 | 0 | 2 | 1 | 0  | 0 | 1 | 0 | 0 |   |   |
| 2                 | Francja           | 1                 | 0                 | 1 | 2 | 1 | 0  | 0 | 0 | 0 | 1 |   |   |
| 3                 | Szwajcaria        | 1                 | 0                 | 0 | 1 | 0 | 0  | 0 | 1 | 0 | 0 |   |   |
| 4                 | Ukraina           | 0                 | 1                 | 1 | 2 | 0 | 1  | 1 | 0 | 0 | 0 |   |   |
| 5                 | Belgia            | 0                 | 1                 | 0 | 1 | 0 | 0  | 0 | 0 | 1 | 0 |   |   |
| 5                 | Niemcy            | 0                 | 1                 | 0 | 1 | 0 | 1  | 0 | 0 | 0 | 0 |   |   |
| 5                 | Stany Zjednoczone | 0                 | 1                 | 0 | 1 | 0 | 0  | 0 | 0 | 1 | 0 |   |   |
| 8                 | Japonia           | 0                 | 0                 | 1 | 1 | 0 | 0  | 1 | 0 | 0 | 0 |   |   |
| 8                 | Polska            | 0                 | 0                 | 1 | 1 | 0 | 0  | 0 | 0 | 0 | 1 |   |   |
| 8                 |                   |                   |                   |   |   |   |    |   |   |   |   |   |   |
| Ogółem (9 państw) | Ogółem (9 państw) | Ogółem (9 państw) | Ogółem (9 państw) | 4 | 4 | 4 | 12 | 2 | 2 | 2 | 2 | 2 | 2 |

Źródło: